# Henry FitzRoy, 1:e hertig av Richmond och Somerset

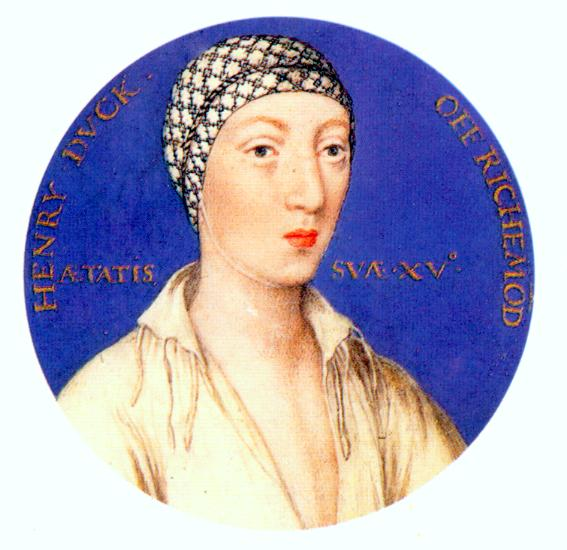
Miniatyrporträtt av Henry Fitzroy av Lucas Horenbout, 1534-35.

Henry FitzRoy, 1:e hertig av Richmond och Somerset, född 15 juni 1519 i Blackmore, Essex, död 18 juni 1536, var son till Henrik VIII och hans älskarinna Elizabeth Blount; det enda illegitima barn som kungen erkände. Att han hade fler är endast spekulationer. Fitzroy blev hertig av Richmond och hertig av Somerset den 16 juni 1525.

## Biografi
Henry FitzRoy uppfostrades som erkänd son till kungen i ett nordligt beläget slott och fadern, som tyckte särskilt mycket om honom, brydde sig om hans uppfostran. Informationen om hans barndom fram till att han år 1525 mottog sin titel inför hovet på Bridewell Palace är dock diffus. Det finns tecken på att han uppfostrades i den kungliga barnkammaren, vilket innebar att han växte upp med sin halvsyster prinsessan Maria under överinseende av Margaret Bourchier och Margaret Pole. Efter 1530 besökte han ofta hovet. 
Vid en tidpunkt, strax före hans död 1536, diskuterades Richmond som presumtiv tronföljare då drottningen Katarina av Aragonien inte fick några söner. Det fanns till och med planer att försöka få påvlig dispens till ett äktenskap med halvsystern Maria och på så sätt förena kungens legitima dotter med den illegitima sonen; detta var vid den tidpunkt kungen först började undersöka möjligheten att annullera sitt första äktenskap. Planer genomfördes dock aldrig, bland annat eftersom kungens rådgivare menade att företaget inte skulle accepteras av folket. 
Richmond gifte sig 28 november 1533 med Mary Howard, dotter till Thomas Howard, 3:e hertig av Norfolk. Han var mycket god vän med sin svåger, poeten Henry Howard. Även om Anne Boleyn enligt traditionen var emot förhållandet, så verkar det nu som om det i själva verket var hon som parade ihop sin unga kusin Mary med kungens illegitime son. 
Fitzroys lovande karriär fick ett abrupt slut 1536. Under en tid hade han verkat må dåligt och många hovmän fruktade att den 17-årige hertigen led av lungsot (tuberkulos). I maj 1536 avrättades Anne Boleyn, efter att kungen bland annat hade låtit domarna anklaga henne för att ha försökt att förgifta Fitzroy. Kungen grät, omfamnade sonen och sa att han hade haft tur som undkommit "häxans" planer. Pojken avled dock månaden efteråt, på St. James's Palace. Vid tiden för hans död låg ett lagförslag hos parlamentet att möjliggöra för kungen att utnämna Fitzroy till sin efterträdare. Hertigen av Norfolk gav order om att kroppen skulle inslutas i bly och tas till en hemlig begravningsplats, men tjänarna lade liket i en halmfylld vagn. Fitzroy är begraven i Framlingham Church, Suffolk.